# Ivo Santos
Ivo Alexandre Lima Évora Santos, más conocido como Ivo Santos, (Praia, 28 de abril de 1992) es un jugador de balonmano caboverdiano que juega de pívot o lateral izquierdo en el Bergischer HC. Es internacional con la selección de balonmano de Cabo Verde.
Con la selección de Cabo Verde disputó el Campeonato Mundial de Balonmano Masculino de 2021, el primero para su selección.

## Palmarés internacional
| Campeonato Africano | Campeonato Africano | Campeonato Africano | Campeonato Africano |
| Año                 | Lugar               | Medalla             |                     |
| ------------------- | ------------------- | ------------------- | ------------------- |
| 2022                | Egipto              | Medalla de plata    |                     |

## Clubes
| Club                   | País       | Año         |
| ---------------------- | ---------- | ----------- |
| Batuque Andebol        | Cabo Verde | 2010 - 2011 |
| SL Benfica             | Portugal   | 2011 - 2017 |
| Os Belenenses (cedido) | Portugal   | 2014 - 2017 |
| HIB Graz               | Austria    | 2017 - 2018 |
| Leichlinger            | Alemania   | 2018 - 2019 |
| Bergischer HC          | Alemania   | 2019 - Act. |